# Vaszilij Alekszejevics Gyegtyarjov
Vaszilij Alekszejevics Gyegtyarjov (oroszul:Василий Алексеевич Дегтярёв; Tula, 1880. január 2. – Moszkva, 1949. január 16.) szovjet–orosz fegyvertervező.

## Élete
Apja és nagyapja is a tulai fegyvergyárban dolgozott. Iskolái befejezése után, 1891-ben, mindössze 11 évesen kezdett el dolgozni abban a gyárban. 1901–1906 között a cári hadseregben, Oranienbaumnál (ma: Lomonoszov) a tisztek lőkiképzésére szolgáló iskolában szolgált, miközben a lőtéren lévő kísérleti üzemben is dolgozott. Ott ismerkedett meg az orosz fegyvergyártásban már akkor fontos szerepet játszó Vlagyimir Fjodorovval. Leszerelése után a szesztrorecki fegyvergyárba ment dolgozni, ahol Fjodorov asszisztense lett. Gyegtyarjov ott tervezte meg első géppuskáját, amely azonban gyártásba nem került.

## Munkássága
Fjodorov 1918-ban Kovrovba ment, hogy az ottani fegyvergyárban – amely 1919-ig a dán Dansk Rekilriffel Syndikat tulajdonában volt – felügyelje géppuskája sorozatgyártásának beindítását. Gyegtyarjov követte Fjodorovot Kovrovba, és haláláig, 1949-ig ott dolgozott.
Fjodorov a kovrovi fegyvergyárban megalapította a Szovjetunió első automata fegyverekkel foglalkozó tervezőirodáját, amelynek kezdetben ő volt a vezetője, helyettese pedig Gyegtyarjov lett. Mellette kezdett dolgozni tanítványként és asszisztensként a később szintén hírnevet szerző Georgij Spagin.
Gyegtyarjov 1923-ban önálló fegyver tervezésébe kezdett, egy könnyű géppuskát tervezett. 1924-ben a Vörös Hadsereg utasítására átálltak egységesen a 7,62 mm-es lőszerre, így az 1927-re elkészült és rendszeresített DP (vagy DP–27) golyószóró (ДП – Дегтярёва Пехотный) már ezt a lőszert használta. A fegyver konstrukciója meghatározóvá vált később a Vörös Hadsereg fegyverzetében. A Gyegtyarjov-konstrukciókra tipikusan jellemző dobtárat kapott fegyvert még a II. világháborúban is széleskörűen alkalmazták. A DP alapján elkészítette a repülőgép-fedélzeti változatot. Ez 1928-ra készült el, és DA (ДА – Дегтярёва Авиационный) típusjelet kapta. 1930-ban elkészült a DA–2 ikercsövű változat is. A DA és DA–2 géppuskákat az I–3, I–5, I–14 és I–15 vadászgépeken, valamint  a TB–1 és TB–3 bombázókon a légilövészek használták. A DP harckocsiba szánt változatát, a DT-t (ДТ – Дегтярёва Танковый) 1929-ben készítette el, ez a II. világháború előtti szovjet harckocsik alapvető géppuskája volt.
1929-ben több géppisztolyt is tervezett, amelyek közül a PPD–34-et kisebb mennyiségben gyártották is. A géppisztolyhoz Gyegtyarjov a finn Soumi géppisztolyon alkalmazott csigatárat  használta. Később a modernizált változata, a PPD–34/38 és a PPD–40 is elkészült. A PPD-k mégsem bizonyultak sikeres konstrukciónak. Helyettük az egyszerűbb felépítésű és olcsóbban gyártható, Spagin által tervezett PPS-t gyártották a Vörös Hadsereg részére a második világháborúban.
A 30-as években Gyegtyarjov a nagy kaliberű géppuskák kialakításával kezdett foglalkozni. A 12,7 mm-as DK (ДК – Дегтярёва Крупнокалиберный) géppuska azonban még kiforratlan volt, és a 30 db-os tárkapacitás is elégtelen volt a hatékony alkalmazásához. A fegyvert Spagin áttervezte és hevederes lőszer adagolásúra alakította át. A módosított, DSK (ДШК – Дегтярёва Шпагина Крупнокалиберный) típusjelű géppuska a második világháborúban a legnagyobb számban alkalmazott szovjet harckocsi-géppuska volt. Modernizált változata, a DSKM még napjainkban is nagy számban áll rendszerben.
A második világháború kitörése után Gyegtyarjov megtervezte a 14,5 mm-es PTRD (ПТРД – Противотанковое Ружьё Дегтярёва) nagy kaliberű páncéltörő puskát. A kizárólag egyeslövések leadására képes félautomata fegyvert a háború alatt nagy mennyiségben gyártották. A következő években a DP géppuska modernizálásával foglalkozott. E munka eredményeként jött létre a DPM géppuska, majd az RP–46 golyószóró. Gyegtyarjov utolsó nagyobb munkája az RPD golyószóró volt.
Gyegtyarjov a szovjet kézifegyvergyártásban végzett munkájáért több kitüntetésben részesült. 1940-ben magkapta a Szocialista Munka Hőse kitüntetést, négyszer – 1941, 1942, 1946 és 1949-ben (utoljára posztumusz) – részesült Állami Díjban. Háromszor kapta meg a Lenin-rendet. Gyegtyarjov a Vörös Hadseregben vezérőrnagyi rendfokozattal rendelkezett; 1940-ben a műszaki tudományok doktora, 1941-ben pedig az SZKP tagja lett.
1949. január 16-án halt meg Moszkvában. A szovjet fegyvergyártásban játszott kiemelkedő szerepének elismeréseként a kovrovi fegyvergyár 1949-ben felvette Gyegtyarjov nevét.